# 克鲁足球俱乐部
克魯亞歷山德拉足球會（英語：Crewe Alexandra Football Club，/ˈkruː ælɪɡˈzændrə/或/-ˈzɑːn-/）是英格蘭西北部柴郡克魯的職業足球隊，2011/12年透過附加賽升班到甲級聯賽參賽，主場為阿歷山大球場（The Alexandra Stadium）。前領隊加迪（Dario Gradi）自1983年上任至2007年轉職技術總監，是聯賽中任期最長的領隊，執教超過1,000場。
成立於1877年，為的分支，以亞歷山德拉公主的名字命名，由於克鲁的鐵路工業而被稱為“鐵路工人”。

## 大事紀年
| 年 份   | 事 項 |
| ------- | --- |
| 1885-86 | 威爾斯杯晉身四強 |
| 1887-88 | 足總杯晉身四強 |
| 1889-90 | 足球同盟（Football Alliance）創始成員                                                                               |
| 1892-93 | 足球聯盟（Football League）乙組創始成員                                                                             |
| 1896    | 連續兩年乙組聯賽排名最尾（第十六位），不獲重選乙組席位                                                              |
| 1896-97 | 加入混合聯賽（The Combination）。因選用不合資格球員而被扣2分。對的比賽棄權                                          |
| 1897-98 | 混合聯賽亞軍 |
| 1898-99 | 加入蘭開郡聯賽（Lancashire League）                                                                                 |
| 1901-02 | 加入伯明翰及鄰近地區聯賽（Birmingham & District League）                                                            |
| 1902-03 | 伯明翰及鄰近地區聯賽亞軍                                                                                            |
| 1907-08 | 伯明翰及鄰近地區聯賽亞軍                                                                                            |
| 1908-09 | 伯明翰及鄰近地區聯賽亞軍                                                                                            |
| 1909-10 | 伯明翰及鄰近地區聯賽亞軍                                                                                            |
| 1921-22 | 足球聯盟北區丙組聯賽創始成員                                                                                        |
| 1935-36 | 決賽2-0擊敗，威爾斯杯冠軍                                                                                           |
| 1936-37 | 決賽1-1，重賽3-1擊敗拉爾，威爾斯杯冠軍（第二次）                                                                    |
| 1958-59 | 聯賽重組後被置於丁組聯賽                                                                                            |
| 1962-63 | 丁組聯賽季軍，升級丙組                                                                                              |
| 1964    | 丙組聯賽排第廿二位，降級丁組                                                                                        |
| 1967-68 | 丁組聯賽排第四位，升級丙組                                                                                          |
| 1969    | 丙組聯賽排第廿三位，降級丁組                                                                                        |
| 1988-89 | 丁組聯賽季軍，升級丙組                                                                                              |
| 1991    | 丙組聯賽排第廿二位，降級丁組                                                                                        |
| 1991-92 | 丁組聯賽排第六位，附加賽準決賽兩回合累計2-4負於                                                                     |
| 1992-93 | 超聯成立，丁組改組為丙組〈IV〉。丙組〈IV〉聯賽排第六位，附加賽準決賽兩回合累計9-3擊敗，決賽1-1，十二碼3-5負於約克城 |
| 1993-94 | 丙組〈IV〉聯賽季軍，升級乙組〈III〉                                                                                 |
| 1994-95 | 乙組〈III〉聯賽排第三位，附加賽準決賽兩回合累計1-1（作客入球優惠）負於                                              |
| 1995-96 | 乙組〈III〉聯賽排第五位，附加賽準決賽兩回合累計2-3負於                                                              |
| 1996-97 | 乙組〈III〉聯賽排第六位，附加賽準決賽兩回合累計4-3擊敗盧頓，溫布萊決賽1-0擊敗，升級甲組〈II〉                       |
| 2002    | 甲組〈II〉聯賽排第廿二位，降級乙組〈III〉                                                                           |
| 2002-03 | 乙組〈III〉聯賽亞軍，升級甲組〈II〉                                                                                 |
| 2004-05 | 甲組〈II〉更名“英冠聯賽”                                                                                            |
| 2005-06 | 英冠聯賽排第廿二位，降級英甲聯賽                                                                                    |
| 2008-09 | 英甲聯賽排第廿二位，降級英乙聯賽                                                                                    |
| 2011-12 | 英乙聯賽排第七位，附加賽準決賽兩回合累計3-2擊敗，溫布萊決賽2-0擊敗，升班英甲聯賽                                    |
| 2012-13 | 決賽2-0擊敗，聯賽錦標冠軍                                                                                           |
| 2015-16 | 英甲聯賽排第廿四位，降級英乙聯賽                                                                                    |

## 近況
參見2015年至2016年英格蘭足球甲級聯賽
- 2015年8月4日，後防球員哈利·戴維斯（Harry Davis）獲委擔任隊長[1]。
- 2015年8月24日，領隊史提夫·戴維斯（英语：Steve Davis (footballer born 1965)）（Steve Davis）重組教練團隊，前球員占士·哥連斯（James Collins）出任一隊教練；多年副手尼爾·貝加（Neil Baker）擔任招聘主笞；U18領隊阿歷斯·摩利士（Alex Morris）接替哥連斯的U21職務；去季協助摩利士的前隊長堅尼·龍特（Kenny Lunt）出掌青年隊，前中場球員李爾·貝爾（Lee Bell）回巢協助[2]。
- 2016年4月9日，作客0-3負於鄰近的後，球隊將會結束4年的英甲生涯，提前5輪確定來季重返英乙[3]。

### 盃賽成績
| 圈數             | 日期          | 主／客   | 對賽球隊 | 紀錄                         |
| 聯 賽 盃         | 聯 賽 盃      | 聯 賽 盃 | 聯 賽 盃 | 聯 賽 盃                     |
| ---------------- | ------------- | -------- | -------- | ---------------------------- |
| 第一圈           | 2015年8月12日 | 主       | 普雷斯頓 | 負1-3 （页面存档备份，存于） |
| 聯 賽 錦 標      |               |          |          |                              |
| 第一圈（北區西） | 輪空          | 輪空     | 輪空     | 輪空                         |
| 第二圈（北區西） | 2015年10月6日 | 主       |          | 負2-3 （页面存档备份，存于） |
| 足 總 盃         |               |          |          |                              |
| 第一圈           | 2015年11月7日 | 主       | 伊斯特利 | 負0-1 （页面存档备份，存于） |

## 主場球場

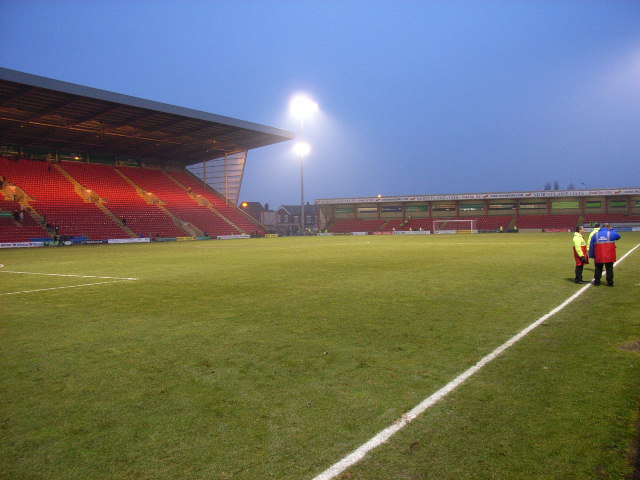
亞歷山德拉球場

亞歷山德拉球場（Alexandra Stadium）在2000年才正式更名，以前稱為格雷斯蒂路球場（Gresty Road），自1906年已成為克魯的主場球場。
看台
球場由四個看台組成，包括新建的氣體產品看台（Air Products Stand，可容6,809人）、先進人事看台（Advance Personnel Stand，可容982人）、藍玲寶馬看台（Blue Bell BMW Stand，可容1,680人，作客球迷的座席）及查爾士雅迪看台（Charles Audi Stand，可容682人），總容量剛剛超越10,000名觀眾。

## 榮譽
| 榮譽                      | 次數        | 年度                                             |
| 聯 賽 比 賽               | 聯 賽 比 賽 | 聯 賽 比 賽                                      |
| ------------------------- | ----------- | ------------------------------------------------ |
| 乙組〈第三級〉聯賽 亞軍   | 1           | 2002/03年。                                      |
| 乙組〈第三級〉附加賽 冠軍 | 1           | 1996/97年。                                      |
| 英乙〈第四級〉附加賽 冠軍 | 1           | 2011/12年。                                      |
| 伯明翰及鄰近地區聯賽 亞軍 | 4           | 1902/03, 1907/08, 1908/09 , 1909/10年。          |
| 混合聯賽 亞軍             | 1           | 1897/98年。                                      |
| 盃 賽 比 賽               |             |                                                  |
| 聯賽錦標 冠軍             | 1           | 2012/13年。                                      |
| 威爾斯盃 冠軍             | 2           | 1936年, 1937年。                                 |
| 柴郡高級盃 冠軍           | 6           | 1910年, 1912年, 1913年, 1923年, 2002年, 2003年。 |

## 著名球星
- （Dean Ashton, 2000-2005）
- 施夫·莊臣（Seth Johnson, 1996-1999）
- 尼爾·連儂（Neil Lennon, 1990-1996）
- 丹尼·梅菲（Danny Murphy, 1993-1997, 1998-1999〈借用〉）
- 大衛·柏列（David Platt, 1985-1988）
- 羅比·沙維治（Robbie Savage, 1994-1997）
- 大衛·禾根（David Vaughan, 2000-2007）